# La Chapelle-aux-Naux
La Chapelle-aux-Naux – miejscowość i gmina we Francji, w Regionie Centralnym, w departamencie Indre i Loara.
Według danych na rok 1990 gminę zamieszkiwało 458 osób, a gęstość zaludnienia wynosiła 87 osób/km² (wśród 1842 gmin Regionu Centralnego La Chapelle-aux-Naux plasuje się na 711. miejscu pod względem liczby ludności, natomiast pod względem powierzchni na miejscu 1353.).